# Vesteys Beach
Vesteys Beach är en strand i Australien. Den ligger i territoriet Northern Territory, nära territoriets huvudstad Darwin.
Runt Vesteys Beach är det tätbefolkat, med 550 invånare per kvadratkilometer. Savannklimat råder i trakten. Genomsnittlig årsnederbörd är 1 801 millimeter. Den regnigaste månaden är januari, med i genomsnitt 507 mm nederbörd, och den torraste är augusti, med 1 mm nederbörd.